# Santa Bárbara de Centurión
Pour les articles homonymes, voir Santa Barbara.
Santa Bárbara de Centurión, ou simplement Santa Bárbara, est la capitale de la paroisse civile de Santa Bárbara de la municipalité de Bolivariano Angostura de l'État de Bolívar au Venezuela.